# Vrdy
Vrdy település Csehországban, a Kutná Hora-i járásban. Vrdy Starkoč, Čáslav, Bílé Podolí, Vinaře, Žleby és Vlačice településekkel határos. Lakosainak száma 3184 fő (2024. január 1.).

## Népesség
A település lakosságának változását az alábbi diagram mutatja:
| Lakosok száma | 2115 | 3119 | 3175 | 2532 | 2713 | 2958 | 2898 | 2952 | 2953 | 3184 |
|               | 1869 | 1890 | 1921 | 1950 | 1980 | 2001 | 2017 | 2019 | 2022 | 2024 |